# Temporada 1998-99 de l'NBA
La temporada 1998-99 de l'NBA fou la 53a en la història de l'NBA. A causa del problema de la patronal, la temporada no s'inicià fins al 5 de febrer de 1999 i finalitzà el 25 de juny del mateix any. San Antonio Spurs fou el campió, per primer cop, després de guanyar a New York Knicks per 4-1.

## Aspectes més destacats
- El 18 de gener de 1999 s'arribà a un acord entre l'Associació de Jugadors i l'NBA per a establir un nou contracte col·lectiu de treball.
- Degut al tancament patronal, no se celebrà l'All-Star Game.
- La pretemporada fou reduïda a dos partits en lloc dels vuit que es disputen normalment, i durant la temporada regular alguns equips no jugaren contra altres; en total feren 50 partits.
- Los Angeles Lakers jugaren el seu darrer partit en el Great Western Forum.
- Fou la darrera temporada de joc d'Indiana Pacers en el Market Square Arena.
- Denver Nuggets jugà per última vegada en el McNichols Sports Arena.
- New York Knicks es convertí en el segon equip classificat per als playoffs en l'octava posició que aconsegueixen eliminar el Campió de la seva conferència (Miami Heat) i el primer a disputar unes Finals de l'NBA.
- En el segon partit, San Antonio Spurs establí un nou rècord d'assistència en la història de les finals, amb 39.554 espectadors. El primer partit tingué un aforament de 39.514 espectadors.
- Spurs foren la primera franquícia procedent de l'ABA en guanyar un campionat de l'NBA.

## Classificacions

### Conferència Est
| Equip              | V  | D  | %V   | P  |
| ------------------ | -- | -- | ---- | -- |
| Miami Heat         | 33 | 17 | ,660 | -  |
| Orlando Magic      | 33 | 17 | ,660 | -  |
| Philadelphia 76ers | 28 | 22 | ,560 | 5  |
| New York Knicks    | 27 | 23 | ,540 | 6  |
| Boston Celtics     | 19 | 31 | ,380 | 14 |
| Washington Wizards | 18 | 32 | ,360 | 15 |
| New Jersey Nets    | 16 | 34 | ,320 | 17 |

| Equip               | V  | D  | %V   | P  |
| ------------------- | -- | -- | ---- | -- |
| Indiana Pacers      | 33 | 17 | ,660 | -  |
| Atlanta Hawks       | 31 | 19 | ,620 | 2  |
| Detroit Pistons     | 29 | 21 | ,580 | 4  |
| Milwaukee Bucks     | 28 | 22 | ,560 | 5  |
| Charlotte Hornets   | 26 | 24 | ,520 | 7  |
| Toronto Raptors     | 23 | 27 | ,460 | 10 |
| Cleveland Cavaliers | 22 | 28 | ,440 | 11 |
| Chicago Bulls       | 13 | 37 | ,260 | 20 |

### Conferència Oest
| Equip                  | V  | D  | %V   | P  |
| ---------------------- | -- | -- | ---- | -- |
| San Antonio Spurs C    | 37 | 13 | ,740 | -  |
| Utah Jazz              | 37 | 13 | ,740 | -  |
| Houston Rockets        | 31 | 19 | ,620 | 6  |
| Minnesota Timberwolves | 25 | 25 | ,500 | 12 |
| Dallas Mavericks       | 19 | 31 | ,380 | 18 |
| Denver Nuggets         | 14 | 36 | ,280 | 23 |
| Vancouver Grizzlies    | 8  | 42 | ,160 | 29 |

| Equip                  | V  | D  | %V   | P  |
| ---------------------- | -- | -- | ---- | -- |
| Portland Trail Blazers | 35 | 15 | ,700 | -  |
| Los Angeles Lakers     | 31 | 19 | ,620 | 4  |
| Sacramento Kings       | 27 | 23 | ,540 | 8  |
| Phoenix Suns           | 27 | 23 | ,540 | 8  |
| Seattle SuperSonics    | 25 | 25 | ,500 | 10 |
| Golden State Warriors  | 21 | 29 | ,420 | 14 |
| Los Angeles Clippers   | 9  | 41 | ,180 | 26 |

* V: victòries
* D: Derrotes
* %V: Percentatge de victòries
* P: Diferència de partits respecte al primer lloc
* C: Campió

## Playoffs
Els equips en negreta van avançar fins a la següent ronda. Els números a l'esquerra de cada equip indiquen la posició de l'equip en la seva conferència, i els números a la dreta indiquen el nombre de partits que l'equip va guanyar en aquesta ronda. Els campions de divisió estan marcats per un asterisc. L'avantatge de pista local no pertany necessàriament a l'equip de posició més alta al seu grup, sinó a l'equip amb un millor rècord a la temporada regular; els equips que gaudeixen de l'avantatge de casa es mostren en cursiva.
|  | Primera Ronda | Primera Ronda | Primera Ronda |   |             | Semifinals de Conferència | Semifinals de Conferència | Semifinals de Conferència |  |   | Finals de Conferència | Finals de Conferència | Finals de Conferència |  |    | Final NBA   | Final NBA | Final NBA |
|  |               |               |               |   |             |                           |                           |                           |  |   |                       |                       |                       |  |    |             |           |           |
|  | 1             | San Antonio   | 3             |   |             |                           |                           |                           |  |   |                       |                       |                       |  |    |             |           |           |
|  | 8             | Minnesota     | 1             |   |             |                           |                           |                           |  |   |                       |                       |                       |  |    |             |           |           |
|  | 8             | Minnesota     | 1             |   | 1           | San Antonio               | 4                         |                           |  |   |                       |                       |                       |  |    |             |           |           |
|  |               |               |               |   | 1           | San Antonio               | 4                         |                           |  |   |                       |                       |                       |  |    |             |           |           |
|  |               | 4             | L.A. Lakers   | 0 |             |                           |                           |                           |  |   |                       |                       |                       |  |    |             |           |           |
|  | 4             | 4             | L.A. Lakers   | 0 | L.A. Lakers | 3                         |                           |                           |  |   |                       |                       |                       |  |    |             |           |           |
|  | 4             |               |               |   | L.A. Lakers | 3                         |                           |                           |  |   |                       |                       |                       |  |    |             |           |           |
|  | 5             | Houston       | 1             |   |             |                           |                           |                           |  |   |                       |                       |                       |  |    |             |           |           |
|  | 5             | Houston       | 1             |   |             |                           |                           |                           |  | 1 | San Antonio           | 4                     |                       |  |    |             |           |           |
|  |               |               |               |   |             |                           |                           |                           |  | 1 | San Antonio           | 4                     |                       |  |    |             |           |           |
|  |               | 2             | Portland      | 0 |             |                           |                           |                           |  |   |                       |                       |                       |  |    |             |           |           |
|  | 3             | 2             | Portland      | 0 | Utah        | 3                         |                           |                           |  |   |                       |                       |                       |  |    |             |           |           |
|  | 3             |               |               |   | Utah        | 3                         |                           |                           |  |   |                       |                       |                       |  |    |             |           |           |
|  | 6             | Sacramento    | 2             |   |             |                           |                           |                           |  |   |                       |                       |                       |  |    |             |           |           |
|  | 6             | Sacramento    | 2             |   | 3           | Utah                      | 2                         |                           |  |   |                       |                       |                       |  |    |             |           |           |
|  |               |               |               |   | 3           | Utah                      | 2                         |                           |  |   |                       |                       |                       |  |    |             |           |           |
|  |               | 2             | Portland      | 4 |             |                           |                           |                           |  |   |                       |                       |                       |  |    |             |           |           |
|  | 2             | 2             | Portland      | 4 | Portland    | 3                         |                           |                           |  |   |                       |                       |                       |  |    |             |           |           |
|  | 2             |               |               |   | Portland    | 3                         |                           |                           |  |   |                       |                       |                       |  |    |             |           |           |
|  | 7             | Phoenix       | 1             |   |             |                           |                           |                           |  |   |                       |                       |                       |  |    |             |           |           |
|  | 7             | Phoenix       | 1             |   |             |                           |                           |                           |  |   |                       |                       |                       |  | O1 | San Antonio | 4         |           |
|  |               |               |               |   |             |                           |                           |                           |  |   |                       |                       |                       |  | O1 | San Antonio | 4         |           |
|  |               | E8            | New York      | 1 |             |                           |                           |                           |  |   |                       |                       |                       |  |    |             |           |           |
|  | 1             | E8            | New York      | 1 | Miami       | 2                         |                           |                           |  |   |                       |                       |                       |  |    |             |           |           |
|  | 1             |               |               |   | Miami       | 2                         |                           |                           |  |   |                       |                       |                       |  |    |             |           |           |
|  | 8             | New York      | 3             |   |             |                           |                           |                           |  |   |                       |                       |                       |  |    |             |           |           |
|  | 8             | New York      | 3             |   | 8           | New York                  | 4                         |                           |  |   |                       |                       |                       |  |    |             |           |           |
|  |               |               |               |   | 8           | New York                  | 4                         |                           |  |   |                       |                       |                       |  |    |             |           |           |
|  |               | 4             | Atlanta       | 0 |             |                           |                           |                           |  |   |                       |                       |                       |  |    |             |           |           |
|  | 4             | 4             | Atlanta       | 0 | Atlanta     | 3                         |                           |                           |  |   |                       |                       |                       |  |    |             |           |           |
|  | 4             |               |               |   | Atlanta     | 3                         |                           |                           |  |   |                       |                       |                       |  |    |             |           |           |
|  | 5             | Detroit       | 2             |   |             |                           |                           |                           |  |   |                       |                       |                       |  |    |             |           |           |
|  | 5             | Detroit       | 2             |   |             |                           |                           |                           |  | 8 | New York              | 4                     |                       |  |    |             |           |           |
|  |               |               |               |   |             |                           |                           |                           |  | 8 | New York              | 4                     |                       |  |    |             |           |           |
|  |               | 2             | Indiana       | 2 |             |                           |                           |                           |  |   |                       |                       |                       |  |    |             |           |           |
|  | 3             | 2             | Indiana       | 2 | Orlando     | 1                         |                           |                           |  |   |                       |                       |                       |  |    |             |           |           |
|  | 3             |               |               |   | Orlando     | 1                         |                           |                           |  |   |                       |                       |                       |  |    |             |           |           |
|  | 6             | Philadelphia  | 3             |   |             |                           |                           |                           |  |   |                       |                       |                       |  |    |             |           |           |
|  | 6             | Philadelphia  | 3             |   | 6           | Philadelphia              | 0                         |                           |  |   |                       |                       |                       |  |    |             |           |           |
|  |               |               |               |   | 6           | Philadelphia              | 0                         |                           |  |   |                       |                       |                       |  |    |             |           |           |
|  |               | 2             | Indiana       | 4 |             |                           |                           |                           |  |   |                       |                       |                       |  |    |             |           |           |
|  | 2             | 2             | Indiana       | 4 | Indiana     | 3                         |                           |                           |  |   |                       |                       |                       |  |    |             |           |           |
|  | 2             |               |               |   | Indiana     | 3                         |                           |                           |  |   |                       |                       |                       |  |    |             |           |           |
|  | 7             | Milwaukee     | 0             |   |             |                           |                           |                           |  |   |                       |                       |                       |  |    |             |           |           |

## Estadístiques
| Categoria                   | Jugador          | Equip              | Mitjana/% |
| --------------------------- | ---------------- | ------------------ | --------- |
| Punts per partit            | Allen Iverson    | Philadelphia 76ers | 26,8      |
| Rebots per partit           | Chris Webber     | Sacramento Kings   | 13,0      |
| Assistències per partit     | Jason Kidd       | Phoenix Suns       | 10,8      |
| Robatoris per partit        | Kendall Gill     | New Jersey Nets    | 2,7       |
| Taps per partit             | Alonzo Mourning  | Miami Heat         | 3,9       |
| Percentatge de tirs de camp | Shaquille O'Neal | Los Angeles Lakers | 57,6      |
| Percentatge de tirs lliures | Reggie Miller    | Indiana Pacers     | 91,5      |
| Percentatge de triples      | Dell Curry       | Milwaukee Bucks    | 47,6      |

## Premis
- MVP de la temporada
  -  Karl Malone (Utah Jazz)

- Rookie de l'any
  -  Vince Carter (Toronto Raptors)

- Millor defensor
  -  Alonzo Mourning (Miami Heat)

- Millor sisè home
  -  Darrell Armstrong (Orlando Magic)

- Jugador amb millor progressió
  -  Darrell Armstrong (Orlando Magic)

- Entrenador de l'any
  -  Mike Dunleavy, Sr. (Portland Trail Blazers)

- Primer quintet de la temporada
  - A - Tim Duncan, San Antonio Spurs
  - A - Karl Malone, Utah Jazz
  - P - Alonzo Mourning, Miami Heat
  - B - Allen Iverson, Philadelphia 76ers
  - B - Jason Kidd, Phoenix Suns

- Segon quintet de la temporada
  - A - Chris Webber, Sacramento Kings
  - A - Grant Hill, Detroit Pistons
  - P - Shaquille O'Neal, Los Angeles Lakers
  - B - Gary Payton, Seattle Supersonics
  - B - Tim Hardaway, Miami Heat

- Tercer quintet de la temporada
  - A - Kevin Garnett, Minnesota Timberwolves
  - A - Antonio McDyess, Denver Nuggets
  - P - Hakeem Olajuwon, Houston Rockets
  - B - Kobe Bryant, Los Angeles Lakers
  - B - John Stockton, Utah Jazz

- Millor quintet de rookies
  - Vince Carter, Toronto Raptors
  - Paul Pierce, Boston Celtics
  - Jason Williams, Sacramento Kings
  - Mike Bibby, Vancouver Grizzlies
  - Matt Harpring, Orlando Magic

- Segon millor quintet de rookies
  - Michael Dickerson, Houston Rockets
  - Michael Doleac, Orlando Magic
  - Cuttino Mobley, Houston Rockets
  - Michael Olowokandi, L.A. Clippers
  - Antawn Jamison, Golden State Warriors

- Primer quintet defensiu
  - Scottie Pippen, Houston Rockets
  - Karl Malone, Utah Jazz
  - Alonzo Mourning, Miami Heat
  - Gary Payton, Seattle SuperSonics
  - Tim Duncan, San Antonio Spurs
  - Jason Kidd, Phoenix Suns

- Segon quintet defensiu
  - P.J. Brown, Miami Heat
  - Theo Ratliff, Philadelphia 76ers
  - Dikembe Mutombo, Atlanta Hawks
  - Mookie Blaylock, Atlanta Hawks
  - Eddie Jones, Charlotte Hornets